# Zefa Raeymaekers
Josepha Raeymaekers, ook Zefa De Loore-Raeymaekers (Retie, 11 september 1922 - Dessel, 9 januari 2017), was een Belgisch journaliste en politica voor de CVP.

## Levensloop
Ze trad in 1960 in haar eerste huwelijk met Paul De Loore (1931-1986) met wie ze vier kinderen had. In 2002 trad ze in tweede huwelijk met Gustaaf Vos (1921-2006).
Na de lessen te hebben gevolgd aan een beroepsschool snit en naad, volgde ze het letterkundig regentaat en het hoger kunstonderwijs typografie "Plantin". Ze werd huislerares en freelance journaliste voor onder andere de BRT, vervolgens professioneel journaliste voor de Gazet van Antwerpen. Ze was de eerste vrouw met een beroepserkenning als freelance-journalist in Vlaanderen. Ze was ook dichteres onder het pseudoniem Rita Reene. In deze hoedanigheid schreef ze onder meer een bekend kerstwiegelied dat door Gaston Feremans werd geharmoniseerd.
Ze werd voor de CVP van 1971 tot 1982 gemeenteraadslid van Vosselaar. Van 1977 tot 1981 was zetelde ze in de Senaat als provinciaal senator voor de provincie Antwerpen en van 1981 tot 1987 in de Kamer van volksvertegenwoordigers voor het arrondissement Turnhout. In de periode mei 1977-oktober 1980 zetelde ze als gevolg van het toen bestaande dubbelmandaat ook in de Cultuurraad voor de Nederlandse Cultuurgemeenschap, die op 7 december 1971 werd geïnstalleerd. Vanaf 21 oktober 1980 tot december 1987 was ze lid van de Vlaamse Raad. Ze stond bekend om haar engagement met betrekking tot natuurbehoud in de Kempen en haar streven naar meer democratie op lokaal bestuurlijk vlak.
In 2012 werd ze ereburger benoemd van Hoogstraten, in dankbaarheid omdat ze er mee voor had gezorgd dat vanaf 1985 deze gemeente het prestigieuzere predicaat stad mag gebruiken. Haar laatste levensjaren bracht ze door in een woonzorgcentrum te Dessel.